# Prylepy
Prylepy (belarusiska: Прылепы) är en by i Belarus. Den ligger i voblasten Minsks voblast, i den centrala delen av landet, 26 km nordost om huvudstaden Minsk. Prylepy ligger 197 meter över havet och antalet invånare är 470.

## Natur och klimat
Terrängen runt Prylepy är platt. Närmaste större samhälle är Kalodzisjtjy, 14,7 km söder om Prylepy.
Omgivningarna runt Prylepy är en mosaik av jordbruksmark och naturlig växtlighet. Runt Prylepy är det ganska glesbefolkat, med 47 invånare per kvadratkilometer.